# Miani (album 1988)
Miani è il primo album del cantante Miani pubblicato nel 1988 dalla Cinevox.

## Tracce
Lato A
1. Se ti capita (Intro) (G. Miani, R. Montanari)
2. Ghetto (G. Miani, R. Montanari)
3. Baby non darmi retta (G. Miani, R. Montanari)
4. Apriti a me (G. Miani, R. Montanari)
5. Top secret (G. Miani, R. Montanari)

Lato B
1. Fino dove arriva (G. Miani, R. Montanari)
2. Vita complicata (G. Miani, R. Montanari)
3. Se ti capita (G. Miani, R. Montanari)
4. Io dentro me (G. Miani, R. Montanari)
5. Fino dove arriva (Reprise) (G. Miani, R. Montanari)